# Премія Вільяма Проктера за наукові досягнення
Премія Вільяма Проктера за наукові досягнення (англ. William Procter Prize for Scientific Achievement) — наукова нагорода почесного товариства наукових досліджень Sigma Xi. Премія Проктера щорічно вручається вченому, який зробив видатний внесок у наукові дослідження та продемонстрував здатність донести важливість цього дослідження до вчених інших галузей. Нагородження проводиться з 1950 року. Лауреат отримує 5 тисяч доларів, бронзову статуетку і сертифікат, також він повинен обрати молодого науковця, який отримає ще 5 тисяч доларів. Нагородою відзначено сім лауреатів Нобелівської премії.
Премія отримала назву на честь Вільяма Проктера (1872—1951). Вільям Проктер активно підтримував Sigma Xi та її дочірню організацію Research Society of America. Він був внуком Вільяма Проктера (1801—1884), засновника компанії Procter & Gamble.

## Лауреати
- 1950 — Карл Комптон
- 1951 —  Ернест Орландо Лоуренс
- 1952 — Шилдс Воррен[en]
- 1953 — Девід Штейнман[en]
- 1954 — Веннівер Буш
- 1955 — Роберт Вільмс[en]
- 1956 — Лоуренс Хафстад[en]
- 1957 — Кроуфорд Грінволт[en]
- 1958 — Chauncey Guy Suits[en]
- 1959 — Чарлз Старк Дрейпер
- 1960 — Алан Тауер Вотермен[en]
- 1961 — Едвард Рей Вайдлайн[en]
- 1962 — Джоель Генрі Гільдебрантв[en]
- 1963 — Едвін Герберт Ленд
- 1964 — Г'ю Стотт Тейлор[en]
- 1965 — Вільям Гейвард Пікерінг
- 1966 — Елмер Вільям Енгстром[en]
- 1967 — Абель Вольман[en]
- 1968 — Етельстан Спілхаус[en]
- 1969 — Маргарет Мід
- 1970 — Lloyd M. Cooke
- 1971 — Jacob E. Goldman
- 1972 — Льюїс Бренскомб[en]
- 1973 — Вільям Бейкер[en]
- 1974 — Персі Джуліан[en]
- 1975 — Діксі Лі Рей[en]
- 1976 — Морріс Коен[en]
- 1977 — Вільям Ніренберг[en]
- 1978 — Расселл Петерсон[en]
- 1979 — Саундерс Мак Лейн[en]
- 1980 —  Герберт Саймон
- 1981 —  Джордж Бідл
- 1982 —  Джошуа Ледерберг
- 1983 — Winona Vernberg і John Vernberg
- 1984 — Віктор Фредерік Вайскопф
- 1985 — Джородж Піментель[en]
- 1986 — Томас Айснер
- 1987 — Джеймс Ван-Аллен
- 1988 —  Джон Кендрю
- 1989 — Дженет Роулі[en]
- 1990 — Роберт Баллард
- 1991 —  Леон Ледерман
- 1993 — Вальтер Стокмаєр[en]
- 1994 — Стівен Гулд
- 1995 — Майкл Елліс ДеБейкі
- 1996 — Джейн Гудолл
- 1997 — Едвард Осборн Вілсон
- 1997 — Філіп Моррісон[en]
- 1998 — Карл Джерассі[en]
- 1999 — Лінн Маргуліс
- 2000 — Франсиско Хосе Айала
- 2001 — Александер Річ[en]
- 2002 — Бенуа Мандельброт
- 2003 — Дарлін Гоффман
- 2004 —  Маррі Гелл-Манн
- 2005 — Б'ярн Страуструп
- 2006 — Сьюзен Ліндквіст
- 2007 — Стюарт Пімм
- 2008 — Чарлз Елачі[en]
- 2009 — Дебора Джин[en]
- 2010 — Michael J. Spivey
- 2011 — Супрійо Дутта[en]
- 2012 — Соломон Ґоломб
- 2013 — Ріта Колвелл[en]
- 2014 — Дженні Глускер
- 2015 — David Williams
- 2016 — Ян Ахенбах
- 2018 — Анна Марі Скалка[en][1]
- 2019 — Бенджамін Сантер[en]
- 2020 — Марчетта Даренсбург[en]
- 2021 — Барух Фішхофф[en]
- 2022 — Рена Бізіос[en]